# قروف
قروف  قرية سوريّة تتبع إداريّاً لمحافظة حلب منطقة عين العرب ناحية مركز عين العرب، بلغ تعداد سكانها 729 نسمة حسب التعداد السكاني لعام 2004.